# Akram Musallam
Akram Musallam (in arabo ﺍﻛﺮﻢ ﻣﺴﻠﻢ‎?; Talfeit, 1972) è uno scrittore e giornalista palestinese. È per lo più conosciuto come esponente della nuova letteratura araba contemporanea.

## Biografia
Nato nel villaggio di Talfeit vicino a Nablus, suo padre insegnava inglese nella scuola primaria nel villaggio. È cresciuto con undici fratelli in un piccolo appartamento con i quali ha combattuto per il letto ogni notte. Dopo il liceo, Akram Musallam lavorato per due anni in un cantiere.
Ha studiato letteratura araba presso l'Università Birzeit dove si occupa prevalentemente del lavoro di Nietzsche, dove conobbe il poeta e filosofo Husayn Barghuti, che poi ha citato nel suo romanzo Great Alexander con le parole: «Io non scrivo il bello, scrivo l'indimenticabile».

Scrive come redattore del quotidiano locale al-Ayyām (I giorni) ed è capo redattore del trimestrale politico Siyāsa (Politica).
Ha pubblicato il suo primo romanzo Great Alexander dalla casa editrice Augarith a Ramallah nel 2003. Il suo secondo romanzo Sîrat al-'aqrab alladhî yatasabbabu 'araqan ha vinto il premio ʿAbd el-Muhsin al-Qattan nel 2007, pubblicato nel 2008 dalla casa editrice Dār al-Adab di Beirut, tradotto in Francia dalla case editrice Actes Sud con il titolo L'histoire du scorpion qui ruisselait de sueur nel 2010 e, nel settembre del 2011, in Italia dalla casa editrice il Sirente.

Il libro è una metafora della Seconda intifada, raccontata con lucidità, amarezza e autoironia: in una sala da ballo a Ramallah, un uomo incontra una giovane francese - ed i suoi tatuaggi: uno scorpione ossessiona i suoi sogni e presto tutti i suoi pensieri. Con il suo secondo romanzo guadagna l'attenzione del pubblico e della critica del mondo arabo, che lo indicano come rappresentativo della nuova generazione di giovani scrittori arabi. In Francia, dove è forte il legame con la letteratura del Nordafrica e del Vicino Oriente, ha ricevuto ampia attenzione dai media.

## Opere
- Great Alexander, Augarith, Ramallah., 2003.
- Sîrat al-'aqrab alladhî yatasabbabu 'araqan, Dar al-Adab, Beirut, 2008.
- Confusing the stork, Dar al-Adab, Beirut, 2011.

### Traduzioni
- L'Histoire du scorpion qui ruisselait de sueur, traduzione di Stéphanie Dujols, collana Sindbad. La Bibliothèque arabe, Actes Sud, Arles, 2010,  pp. 120 pp, ISBN 978-2-7427-8847-7.
- La danza dello scorpione, traduzione dall'arabo di Leila Mattar, collana Altriarabi (n. 5), il Sirente, Fagnano Alto, 2011,  pp. 140 pp, ISBN 978-88-87847-19-2.